# Donja Greda
Donja Greda je naselje u općini Rugvica u Zagrebačkoj županiji. Još je nazivaju i Dugoselska Greda.

## Zemljopis
Smještena je na županijskoj cesti Črnec Rugviči-Ježevo-Trebovec-Posavski Bregi, šest kilometara sjeveroistočno od Rugvice, odnosno 5 km jugoistočno od Dugog Sela. 

## Stanovništvo
U naselju živi 181 stanovnik (2001.) u 36 kućanstava.
Broj stanovnika: 
- 1981.: 112 (37 kućanstava)
- 1991.: 118
- 2001.: 118 (36 kućanstava)

| broj stanovnika | 159   | 162   | 175   | 207   | 224   | 241   | 239   | 233   | 166   | 158   | 153   | 133   | 112   | 118   | 118   | 117   | 116   |
|                 | 1857. | 1869. | 1880. | 1890. | 1900. | 1910. | 1921. | 1931. | 1948. | 1953. | 1961. | 1971. | 1981. | 1991. | 2001. | 2011. | 2021. |

## Povijest
Selo se prvi puta spominje 1642. godine. U srednjem vijeku pripada Božjakovačkom vlastelinstvu. Od 1850. je u sastavu kotara Dugo Selo, poslije općine Dugo Selo, a od 1993. u sastavu je općine Rugvica.  U povijesti je pripadalo dugoselskoj župi Svetoga Martina Biskupa, a od nedavno je u novoj, drugoj dugoselskoj župi, župi Uzvišenja svetog križa.